# Américo Montanarini
Américo Montanarini (San Paolo, 11 agosto 1917 – San Paolo, 14 luglio 1994) è stato un cestista brasiliano.

## Carriera
Montanarini ha militato nella Nazionale brasiliana che ha preso parte alle Olimpiadi di Berlino 1936, disputando 4 incontri del torneo olimpico. Ha inoltre disputato il FIBA South American Championship 1938 e il FIBA South American Championship 1939, mettendo a segno rispettivamente 27 e 13 punti totali.